# غزو الكائنات الفضائية

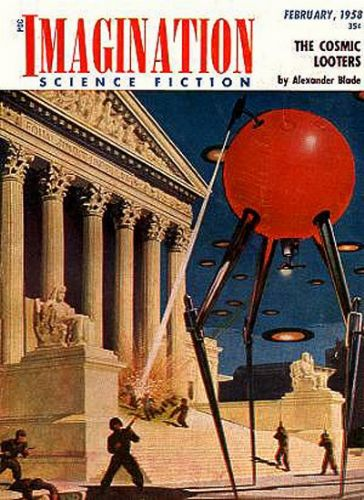
غلاف مجلة الخيال لشهر فبراير 1958، يصور مشهد غزو فضائي.

غزو الكائنات الفضائية أو الغزو الأجنبي أو الغزو الفضائي (بالإنجليزية: Alien invasion)‏ هو مصطلح يكثر استخدامه في قصص وأفلام الخيال العلمي للإشارة إلى عملية احتلال غزاة من خارج كوكبنا للأرض إما بغرض إبادة الحياة عليها واستبدالها، واستعباد البشر وسرقة موارد الأرض، أو لتدمير الكوكب بشكل كامل.
استخدم سيناريو الغزو بالأصل كتمثيل للاحتجاج على الهيمنة العسكرية وشرور المجتمع في ذلك الوقت. رواية حرب العوالم لمؤلفها هربرت جورج ويلز كانت أول رواية تجسيد الصراع بين البشر وأعراق من خارج الأرض، مشكلة بذلك نوعا أدبيا جديدا تحت مسمى أدب الغزو الذي لا يزال مستعملا إلى غاية اللحظة.
خلال الحرب الباردة كان الغزو الخارجي بمثابة استعارة شائعة في الخيال العلمي للولايات المتحدة، نتيجة للمخاوف التي قد يشكلها الاحتلال (مثل الاتحاد السوفياتي) والدمار الذي سيجلبه للشعب الأمريكي. لعل من  بين أبرز الأمثلة على ذلك رواية تحرير الأرض (1950) لمؤلفها وليام تين وفيلم غزو خاطفي الاجسام (1956).
من الناحية الفنية، يمكن تصنيف غزو البشر للأنواع الخارجية ضمن خانة الغزو الأجنبي، إذا تم النظر إليه من وجهة نظر من خارج الأرض. مع ذلك فإن مثل هذه القصص يبقى نادرا جدا. ومن بين الأمثلة على ذلك نجد القصة قصيرة «سنتري» التي صدرت في سنة 1954 ولعبة الفيديو فانتاسي ستار 2 (1989)  بالإضافة إلى أفلام معركة تيرا لسنة 2007 وميلو ورحلة الإنقاذ الذي صدر في سنة 2011).

## أصول الغزو الخارجي

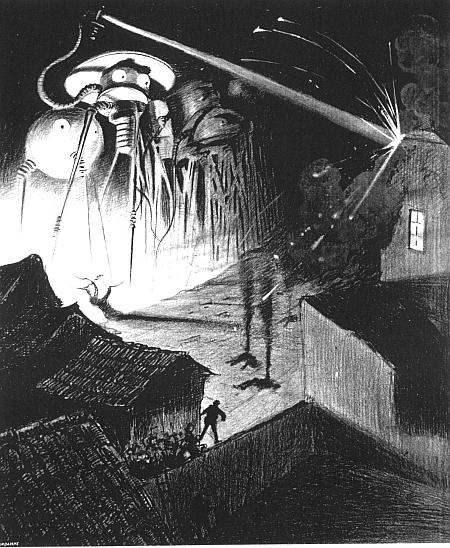
آلات حربية مربخية تدمر بلدة إنجليزية في رواية حرب العوالم لكاتبها هربرت جورج ويلز.

شكلت رواية حرب العوالم التي صدرت في سنة 1898 نقطة انطلاقة نوع أدبي جديد سمي في وقت لاحق باسم أدب الغزو. في هذه الرواية تطرق مؤلفها هربرت جورج ويلز إلى قصة غزو إنجلترا الفيكتورية من طرف المريخين القادمين من خارج الكوكب والمجهزين بأسلحة متقدمة. بالرغم من تطرق البعض لقصص الفضائيين وغزوهم لكوكب الأرض حتى قبل نشر حرب العوالم، إلا أن ويلز يتم النظر إليه باعتباره أول من أدخل موضوع الغزو الخارجي إلى صنف الخيال العلمي، تبعته فيما بعد جملة من المواضيع الأخرى التي تأخذ من خارج كوكب الأرض كمسرح لها والتي تم توسيعها في وقت لاحق على يد كتاب الخيال العلمي خلال القرن العشرين، على غرار الإتصال الأول بين البشر والمخلوقات الغريبة عن الأرض ونشوب حروب بين الكواكب وأصنافها المختلفة.
تضمنت الرواية الفلسفية ميكروميغا التي أصدرها فولتير في سنة 1752 هي الأخرى ما يمكن تصنيفه شيئا ما ضمن صنف الغزو الخارجي للأرض؛ يتعلق الأمر بقصة اثنين من الفضائيين ذوي حجم هائل (عمالقة)، قادمين من زحل وسيريوس إلى الأرض بسبب فضولهم لمعرفة الأرض ومن يسكنها. اعتقد العملاقان (العملاق والقزم العملاق) في البداية أن كوكب الأرض غير مأهول، بسبب الاختلاف في الحجم بينهم وبين البشر وعدم قدرة أعينهما على رؤية البشر المجهريين بالنسبة إليهما. لكن وبعد نظرة معمقة اكتشفو أخيرا وجود بشر...
في سنة 1892، نشر رجل الدين الأسترالي روبرت بوتر روايته مربوا الجرثومة في لندن. حاول بوتر من خلالها وصف قصة الغزو السري للغرباء المتنكرين على هيئة بشر ومحاولتهم تطوير مرض فظيع يساعدهم على الغزو الشامل للكوكب. لكن القصة لم تتم قراءتها على نطاق واسع، على عكس النجاح الباهر لويلز الذي عادة ما يعزى إلى القصة الإبداعية التي قام بسردها عن غزو الغرباء.
اقترح ويلز فعليا نتيجة أخرى للغزو الأجنبي لكوكب الأرض من خلال روايته حرب العوالم. في الوقت الذي تدمر فيه العاصمة على يد المريخيين وتتحول تدريجيا إلى خراب، يختبئ البشر تحت الأرض في المجاري والأنفاق. بعد عدة محاولات قاد خلالها البشر حروب عصابات ضد الغرباء لعدة أجيال لاحقة، تمكنوا أخيرا من تعلم كيفية تكرار تكنولوجيا السلاح المريخي فدمروا الغزاة واستعادوا الأرض من جديد.
بعد حوالي ستة أسابيع من نشر الرواية، نشرت صحيفة بوسطن بوست قصة غزو أجنبي أخرى، اعتبرت تتمة غير مصرح بها لحرب العوالم، حاول كاتبها من خلالها قلب الطاولة على الغزاة. رواية غزو أديسون للمريخ لمؤلفها غاريت بوتنام سيرفيس، كانت هي الأخرى تتمة لتطورات رواية ويلز، ولكن هذه المرة كانت المعركة على أرض المريخ. بعد الهجوم المريخي المدمر للأرض في قصة ويلز السابقة، تصور غاريت من خلال أيقونته الأدبية هذا المخترع الشهير توماس إديسون كقائد للهجوم المضاد للغزاة السابقين على أرضهم. على الرغم من أنها كانت في الواقع تتمة لرواية مقاتلون من المريخ، وهي طبعة منقحة وغير مصرح بها لحرب العوالم، إلا أنها طبعت لأول مرة في صحيفة بوسطن بوست في سنة 1898.
أعيد طبع حرب العوالم في الولايات المتحدة في سنة 1927، قبل بروز العصر الذهبي للخيال العلمي من قبل هوغو جيرنزباك في مجلة الخيال العلمي «قصص مذهلة». هذا وقد نشر «جون وود كامبل» وهو محرر رئيسي آخر في ذلك الوقت وكاتب قصة قصيرة دورية، العديد من قصص الغزو الخارجي خلال سنوات الثلاثينيات. تبعه في ذلك العديد من كتاب الخيال العلمي، على غرار إسحق عظيموف، آرثر سي كلارك، كليفورد سيماك وروبرت أنسون هاينلاين كاتب رواية سادة الدمى التي صدرت في سنة 1953.